# Bạc (màu)
 #C0C0C0 
Màu bạc (silver) là màu xám có ánh kim rất gần với bạc đánh bóng. Trong "phù hiệu học" không có sự phân biệt rõ ràng giữa màu bạc và màu trắng, được miêu tả như là "màu trắng bạc".
Cảm nhận thị giác thông thường liên kết với bạc kim loại là do ánh kim loại của nó. Nó không thể tái tạo bằng một màu thuần nhất, vì hiệu ứng ánh kim là do do độ sáng của vật liệu là cái dao động theo góc của bề mặt vật tới nguồn sáng và của người quan sát. Do đó, trong nghệ thuật người ta thường sử dụng sơn kim loại (sơn nhũ) để tạo độ lấp lánh như bạc kim loại. Mẫu màu xám như trong trang này không thể coi như là màu bạc.

## Mẫu sử dụng trong Web
Từ phiên bản 3.2 của HTML, màu bạc (tiếng Anh: silver) là tên của một trong mười sáu (16) màu cơ bản của VGA.
```
Mẫu HTML: <body bgcolor="silver">
Mẫu 
CSS
: body { background-color:silver; }
```

## Tọa độ màu
```
Số Hex
 = #C0C0C0

RGB
 (r, g, b) = (192, 192, 192)

CMYK
 (c, m, y, k) = (0, 0, 0, 25)

HSV
 (h, s, v) = (0, 0, 75)
```